# Chrysoupoli
Chrysoupoli (Χρυσούπολη; in turco Sarışaban; in bulgaro Саръшабан?, Sarašaban) è un ex comune della Grecia nella periferia della Macedonia orientale e Tracia di 15.678 abitanti secondo i dati del censimento 2001.
È stato soppresso a seguito della riforma amministrativa detta Programma Callicrate in vigore dal gennaio 2011 ed è ora compreso nel comune di Nestos.